# Mario Melis (pittore)
Mario Melis (Roma, 17 giugno 1906 – Roma, 4 marzo 1988) è stato un artista e pittore italiano.

## Biografia
Si è formato a Roma durante gli anni venti e l'inizio degli anni trenta in quella ricca temperie culturale che, con l'esaurirsi delle spinte secessioniste e le molte premonizioni di ritorno all'ordine, va dall'esperienza di Valori plastici al movimento artistico di Novecento per poi identificarsi nei vari inquieti fermenti della cosiddetta Scuola romana.
I soggetti dei suoi dipinti sono sin dagli esordi nature morte e paesaggi, con un'importante evoluzione per entrambi i generi tra la fine degli anni cinquanta e la prima metà degli anni sessanta. Quando infatti il paesaggio e la natura cominciano a diventare i soggetti principali d'indagine e di ricerca della sua pittura, le nature morte si evolvono spesso in “nature morte nella natura” o “nature morte nel paesaggio” e i paesaggi in “paesaggi altri” o “paesaggi della memoria”.
L'obiettivo di una narrazione complessa e meticolosa e al tempo stesso la necessità di una rappresentazione fortemente illuminata, contrassegnata da una atmosfera tersa e pulita e dai colori stabili e vivi e dai contorni precisi, lo porta all'adozione della pittura a tempera che diventa uno dei tratti distintivi della tecnica di tutta la sua opera matura.
Per scelte personali ma anche per circostanze esterne alla propria volontà la sua attività espositiva rimane concentrata negli anni 1950 e anni 1960 in collettive di carattere nazionale. Sue opere sono esposte in questo periodo alla VII Quadriennale Nazionale d'Arte di Roma e alla successiva VIII edizione. Importanti sono le partecipazioni alle sei edizioni della Rassegna di Arti Figurative di Roma e del Lazio che vanno dal 1958 al 1968 e ad altre rilevanti mostre collettive tra le quali il Premio Nazionale di Paesaggio “Autostrada del Sole” (1961).
L'unica personale, dal titolo Pictura versus Natura: De Rerum Natura. Opere 1975-1987, promossa e organizzata dalla A.A.M. Architettura Arte Moderna di Roma, è del 1987 e ha preceduto soltanto di pochi mesi la morte dell'artista. È stata l'occasione da parte di alcuni noti critici e teorici d'arte italiani per operare un primo bilancio ed inquadramento della ricerca pittorica di Mario Melis.
Secondo questi autorevoli giudizi se la pittura di Mario Melis si colloca in quel filone della tradizione figurativa dell'arte italiana in cui tema non secondario è la trattazione del paesaggio, è anche vero che, riprendendo questi termini e riproponendoli in una sorta di spaesamento e di azzeramento del tempo e dello spazio, essa si produce in operazioni assolutamente di grande novità e assolutamente inedite.

## Mostre
Personali
1987 Pictura Versus Natura: De Rerum Natura. Opere 1975-1987 (con scritti di presentazione di E. Garroni e F. Moschini), Galleria A.A.M. Architettura Arte Moderna, Roma
Collettive
- 1955-1956 VII Quadriennale Nazionale d'Arte di Roma, Palazzo delle Esposizioni, Roma
- 1955 Mostra di pittura «Un fatto di cronaca» per il Decennale del Sindacato giornalisti, Palazzo delle Esposizioni, Roma
- 1958 I Rassegna di arti figurative di Roma e del Lazio, Palazzo delle Esposizioni, Roma
- 1858 Premio internazionale «La pittura nella tappezzeria moderna», Palazzo delle Esposizioni, Roma
- 1959 Mostra concorso «Vedute di Roma» - II Rassegna di arti figurative di Roma e del Lazio, Palazzo delle Esposizioni, Roma
- 1959-1960 VIII Quadriennale Nazionale d'Arte di Roma, Palazzo delle Esposizioni, Roma
- 1961 III Rassegna di arti figurative di Roma e del Lazio e Mostra concorso «Roma nel Risorgimento», Palazzo delle Esposizioni, Palazzo delle Esposizioni, Roma
- 1961-1962 Premio Nazionale di Paesaggio «Autostrada del Sole», Palazzo delle Esposizioni, Roma
- 1963 IV Rassegna di arti figurative di Roma e del Lazio, Palazzo delle Esposizioni, Roma
- 1965 V Rassegna di arti figurative di Roma e del Lazio, Palazzo delle Esposizioni, Roma
- 1965 Premio di pittura «Rioni di Roma» – Centro Culturale Tor Margana, Roma
- 1967 Mostra mercato di opere offerte da artisti romani a favore di artisti alluvionati, Palazzo delle Esposizioni, Roma
- 1968 VI Biennale romana - Rassegna di arti figurative di Roma e del Lazio, Palazzo delle Esposizioni, Roma